# Roger Gabet

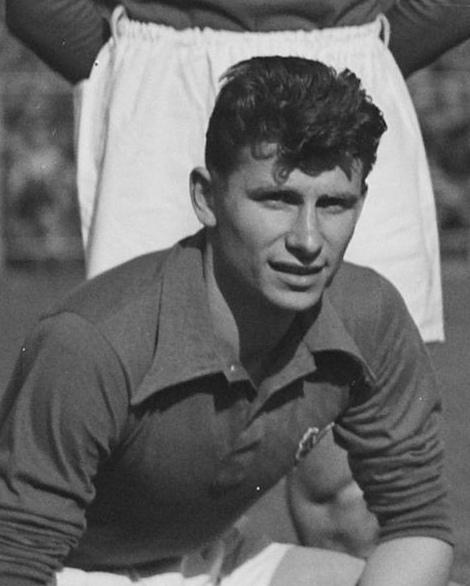
Roger Gabet im Jahr 1949

Roger Gabet (* 12. Dezember 1923 in Paris; † 20. Februar 2007) war ein französischer Fußballspieler.

## Vereinskarriere
Der 170 Zentimeter große Mittelfeldspieler Gabet, der in Paris geboren wurde, begann bei einem Klub aus Houilles in der Umgebung der Hauptstadt mit dem Fußballspielen. Anschließend spielte er für einen Verein namens Avia Club, ehe er 1944 zu Racing Paris wechselte. 1945 rückte er in die Erstligamannschaft auf und erreichte damit seine Aufnahme in den Profifußball. Zu einer Zeit, in der Ein- und Auswechslungen noch nicht möglich waren, konnte sich der damals 21-Jährige direkt in der ersten Elf etablieren. Innerhalb einer Mannschaft, die sich meist im Tabellenmittelfeld wiederfand, wurde Gabet neben seiner angestammten Rolle im Mittelfeld teils auch als Flügelspieler aufgeboten. Vor allem in seinen ersten Karrierejahren war er daher als Torjäger erfolgreich und ließ auf elf Treffer in der Spielzeit 1946/47 mit dreizehn Toren im Austragungszeitraum 1947/48 seine beste Trefferquote folgen. Mit Paris gelang ihm der Einzug ins nationale Pokalendspiel 1949, in welchem die Mannschaft auf den OSC Lille traf. Im Verlauf des Spiels brachte er sein Team nicht nur in Führung, sondern erzielte auch das zwischenzeitliche 3:0 und konnte am Ende dank eines 5:2-Siegs einen Gewinn der Trophäe verbuchen. Beim Pokalfinale 1950 erhielten die Hauptstädter eine Chance auf die Titelverteidigung, doch ließen sie diese bei der 0:2-Niederlage gegen Stade Reims ungenutzt.
Im Anschluss an das zweite Pokalendspiel blieb der Spieler unangefochtener Stammspieler einer Mannschaft, die sich zunehmend dem Abstieg näherte und 1953 den Sturz in die Zweitklassigkeit hinnehmen musste. Dennoch blieb er Racing treu und wurde dafür 1954 mit dem direkten Wiederaufstieg belohnt. Allerdings hatte er danach um seinen Stammplatz zu kämpfen, den er zu Beginn der Saison 1956/57 einbüßte. Daraufhin kehrte er dem Klub zum 1. Dezember 1956 nach rund zwölf Jahren den Rücken und unterschrieb beim im Westen des Landes beheimateten Zweitligisten FC Nantes. Zwar wurde er bei diesem wieder regelmäßig aufgeboten, doch blieb er mit der Mannschaft von einem möglichen Aufstieg weit entfernt. 1958 beendete er mit 34 Jahren nach 290 Erstligapartien mit 56 Toren sowie 65 Zweitligapartien mit 10 Toren seine Profilaufbahn.
Nach dem Ende seiner Zeit im Profifußball ging Gabet 1958 zur US Le Mans, für die er bis 1964 auf dem Platz stand. Danach führte er bei einem Verein aus dem Nachbarort Coulaines von 1964 bis 1965 die Rolle eines Spielertrainers aus. Auch darüber hinaus blieb er in Le Mans und leitete dort bis 1984 ein Sportartikelgeschäft, das er 1958 ins Leben gerufen hatte.

## Nationalmannschaft
Gabet war 25 Jahre alt, als er am 23. April 1949 bei einer 1:4-Niederlage in einem Freundschaftsspiel gegen die Niederlande zum ersten Mal das Trikot der französischen Nationalelf trug. Mit seinem dritten Länderspiel, das er am 22. Mai desselben Jahres bei einem 1:3 gegen England absolvierte, endete seine internationale Karriere wieder und hatte damit weniger als einen Monat angedauert. Eigentlich hätte er weitere Berufungen in die Auswahl seines Landes verbuchen können, doch wurden mögliche Einsätze durch seine Flugangst verhindert. Diese war vor dem Hintergrund entstanden, dass er eine Fotografie besaß, die den Boxer Marcel Cerdan und seinen Nationalmannschaftskameraden Émile Bongiorni abbildete; beiden waren 1949 binnen weniger Monate unabhängig voneinander bei Flugzeugabstürzen ums Leben gekommen.